# Bakairí
El bakairí (bacairí) és una llengua carib, parlada pels bakairís a l'estat de Mato Grosso al Brasil.

## Fonologia
A continuació es mostren els inventaris de consonants i vocals per al bakairí oriental.
| Consonants | Bilabial | Alveolar | Palatal | Velar | Glotal |
| ---------- | -------- | -------- | ------- | ----- | ------ |
| Oclusiva   | p b      | t d      |         | k ɡ   |        |
| Fricativa  |          | s z      | ʃ (ʒ)   |       | h      |
| Nasal      | m        | n        | (ɲ)     |       |        |
| Aproximant | w        | ɾ l      | j       |       |        |

| Vocals  | Frontal | Central | Posterior |
| ------- | ------- | ------- | --------- |
| Alta    | i       | ɨ       | u         |
| Mitjana | e       | ə       | o         |
| Baixa   |         | a       |           |

## Sintaxi
L'ordre de paraules Baikarí és subject-object-verb o object-verb-subject.

## Referéncies
1. ↑  Meira Sérgio. Reconstructing Pre-Bakairi segmental phonology, 2005. OCLC 1073250371.
2. ↑  «Bakairí» (en anglès). Ethnologue. [Consulta: 7 febrer 2019].